# Università di Dayton
L'Università di Dayton (o University of Dayton) è un'università statunitense privata con sede a Dayton, nell'Ohio.

## Storia
L'università fu fondata nel 1850 durante la breve presidenza di Zachary Taylor dalla Società di Maria; l'ateneo fu fondamentale quando nel 1913, durante una grande alluvione nella città di Dayton, funse da riparo per molte persone.

## Sport
I Flyers, che fanno parte della NCAA Division I, sono affiliati all'Atlantic 10 Conference. La pallacanestro e il football americano sono gli sport principali, le partite interne vengono giocate al Welcome Stadium e indoor alla University of Dayton Arena.

### Pallacanestro
Dayton ha una discreta tradizione nel panorama della pallacanestro collegiale, conta 16 apparizioni nella post-season, e nel torneo del 1967 ha raggiunto la finale nazionale per poi essere sconfitta da UCLA.